# Шору
Шору (на португалски: choro) е инструментален стил в бразилската популярна музика.
Възникнал през 19 век в Рио де Жанейро, шору е най-старият местен стил градска популярна музика. Въреки неговото име („шору“ означава буквално „плач“) за стила е характерен бърз и радостен ритъм с типична виртуозност, импровизации, използване на синкопи и контрапункт.